# Šefket Verlaci
Šefket Verlaci (alb. Shefqet Bey Vërlaci; 15. decembar 1877, Elbasan, Osmansko carstvo – 21. jul 1946, Cirih, Švajcarska) je bio predsednik vlade Albanije 1924. godine i tokom italijanske okupacije u periodu od 1939. do 1941.

## Biografija
Prezime Verlaci je u različitim izvorima napisano na različite načine (Vërlaci, Verlaçi, Verlaxhi i Velaxhi) kao i njegovo ime (na njegovom nadgrobnom spomeniku je napisano kao Shevket). Postoje stavovi da njegovo ime potiče iz perioda Mletačke Albanije kada je Mletačka republika vladala delom teritorije koja danas pripada Albaniji.
Porodica Verlaci je bila porodica najvećih zemljoposednika u Albaniji početkom 20. veka. Verlaci je bio vođa Progresivne partije, najveće konzervativne partije u Albaniji koja se oštro suprotstavljala agrarnim reformama koje bi umanjile površinu zemlje u vlasništvu zemljoposednika. Članovi Progresivne partije su bile plemenske vođe sa severa Albanije i istaknuti muslimanski zemljoposednici.
Krajem 1922. godine Zog I od Albanije se verio sa Verlacijevom ćerkom i zadobio podršku Verlacija i poziciju predsednika vlade koju je bio prisiljen da mu prepusti početkom 1924. Na poziciji predsednika vlade Verlaci je bio do početka juna 1924. kada se sklonio u Italiju. Režim pod vođstvom Fan S. Nolija ga je osudio na smrt i konfiskovao svu imovinu.
Kada je Zogu krunisan 1928. godine raskinuo je veridbu sa Verlacijevom cerkom i od Verlacija napravio neprijatelja.
Posle invazije fašističke Italije na Albaniju, Verlaci je 12. aprila 1939. postavljen za predsednika okupacione vlade u Albaniji. U periodu od 12. do 16. aprila, dok italijanski kralj Viktor Emanuel III nije prihvatio albansku krunu, Verlaci je obavljao funkciju šefa države.
Verlaci je podržavao ideje Velike Albanije i teritorijalne pretenzije prema Jugoslaviji i Grčkoj. Bio je predsednik vlade do početka decembra 1941. a umro je u Cirihu, Švajcarska i sahranjen na protestantskom groblju u Rimu u Italiji.